# Flash contre Arrow
 (mars 2023).
La mise en forme du texte ne suit pas les recommandations de Wikipédia : il faut le « wikifier ».
Les points d'amélioration suivants sont les cas les plus fréquents. Le détail des points à revoir est peut-être précisé sur la page de discussion.
- Les titres sont pré-formatés par le logiciel. Ils ne sont ni en capitales, ni en gras.
- Le texte ne doit pas être écrit en capitales (les noms de famille non plus), ni en gras, ni en italique, ni en « petit »…
- Le gras n'est utilisé que pour surligner le titre de l'article dans l'introduction, une seule fois.
- L'italique est rarement utilisé : mots en langue étrangère, titres d'œuvres, noms de bateaux, etc.
- Les citations ne sont pas en italique mais en corps de texte normal. Elles sont entourées par des guillemets français : « et ».
- Les listes à puces sont à éviter, des paragraphes rédigés étant largement préférés. Les tableaux sont à réserver à la présentation de données structurées (résultats, etc.).
- Les appels de note de bas de page (petits chiffres en exposant, introduits par l'outil «  Source ») sont à placer entre la fin de phrase et le point final[comme ça].
- Les liens internes (vers d'autres articles de Wikipédia) sont à choisir avec parcimonie. Créez des liens vers des articles approfondissant le sujet. Les termes génériques sans rapport avec le sujet sont à éviter, ainsi que les répétitions de liens vers un même terme.
- Les liens externes sont à placer uniquement dans une section « Liens externes », à la fin de l'article. Ces liens sont à choisir avec parcimonie suivant les règles définies. Si un lien sert de source à l'article, son insertion dans le texte est à faire par les notes de bas de page.
- La présentation des références doit suivre les conventions bibliographiques. Il est recommandé d'utiliser les modèles {{Ouvrage}}, {{Chapitre}}, {{Article}}, {{Lien web}} et/ou {{Bibliographie}}. Le mode d'édition visuel peut mettre en forme automatiquement les références.
- Insérer une infobox (cadre d'informations à droite) n'est pas obligatoire pour parachever la mise en page.

Pour une aide détaillée, merci de consulter Aide:Wikification.
Si vous pensez que ces points ont été résolus, vous pouvez retirer ce bandeau et améliorer la mise en forme d'un autre article.
Flash contre Arrow est le crossover inaugural de l'univers Arrowverse, diffusé sur The CW, avec des épisodes des séries télévisée Flash et Arrow. L'événement a débuté le 2 décembre 2014, avec l'épisode de Flash, Flash contre Arrow et conclu le lendemain avec l'épisode d’Arrow, Le Courage et l'Audace. Le crossover voit l'équipe Flash (Barry Allen / Flash, Caitlin Snow et Cisco Ramon ) aider l'équipe Arrow (Oliver Queen / Arrow, Felicity Smoak et John Diggle) à affronter capitaine Boomerang (en), tandis que la team Arrow aide la team Flash à affronter le méta-humain Roy Bivolo.
Un crossover entre les deux séries a été annoncé en juillet 2014, après que Barry Allen ait été introduit dans la deuxième saison d'Arrow avant les débuts de Flash. En septembre suivant, les scripts de chaque épisode avaient été écrits, le tournage ayant lieu peu avant la fin du mois et jusqu'en octobre 2014. Le crossover voit tous les acteurs principaux de chaque série qui apparaissent dans leur propre série, et certains personnages (ceux faisant partie des justiciers) sont également présents dans l'autre série.
Les épisodes ont reçu des critiques positives. Les critiques ont qualifié le crossover « d'agréable » et félicitant les producteurs d'avoir réuni les deux séries tout en conservant deux intrigues autonomes. Ils ont également souligné que la scène de combat entre Flash et Arrow était à la hauteur du battage médiatique. Les notes des épisodes étaient exceptionnelles, les deux épisodes étant les plus regardés de chaque série depuis leur première saison respective.

## Résumé

### Flash
Roy Bivolo, un Métahumain (en) ayant le pouvoir de faire entrer les gens dans une rage incontrôlable, utilise ses pouvoirs pour cambrioler la banque de Central City. Le lieutenant de police Eddie Thawne propose de capturer Flash parce qu'il était présent sur les lieux du crime, mais le capitaine Sing refuse. La police suit Bivolo jusqu'à un entrepôt, où il utilise ses pouvoirs sur un policier pour s'évader. Barry arrive pour sauver Joe West (en), avant  qu'Oliver Queen, en costume d'Arrow, n'arrive pour arrêter le flic. Plus tard, Oliver informe Barry que lui et son équipe sont à Central City à la recherche d'informations sur un tueur qui utilise des boomerangs. Barry et ses amis suggèrent qu'ils fassent équipe pour attraper leurs cibles respectives et Oliver accepte à contrecœur. Oliver tente d'apprendre à Barry à être plus attentif à son environnement, mais celui-ci refuse de l'écouter et s'en prend à Bivolo seul. Bivolo utilise sa capacité sur l'esprit de Barry. À cause de la vitesse de Barry, ses effets durent plus longtemps.
Eddie tente toujours de persuader ses supérieurs de former une unité d'intervention pour capturer Flash, exprimant sa tolérance zéro pour les justiciers. Lorsqu'un Flash enragé attaque Eddie, Oliver tente d'arrêter Barry et les deux s'engagent dans une bagarre. Oliver parvient à retenir l'attention de Barry suffisamment longtemps pour que Harrison Wells (en) et Joe utilisent la lumière stroboscopique pour remettre Barry dans son état émotionnel normal. Par la suite, Barry et Oliver capturent Bivolo et le placent dans la prison du pipeline de STAR Labs. En raison de l'incident, Eddie est autorisé à former l'unité pour arrêter Flash. Barry confirme la conviction d'Oliver qu'il a encore beaucoup à apprendre. Oliver lui conseille de rester à l'écart d'Iris West, dont Barry est amoureux, pendant un certain temps, car les hommes aux identités secrètes comme eux n'ont pas de place pour une relation dans leur vie. Oliver demande à la team Flash de garder son secret (le fait qu'il soit Arrow).

### Arrow
Dans un flashback, Oliver apprend à torturer des suspects pour obtenir des informations à Hong Kong.
Dans le présent, Oliver et Roy Harper localisent Digger Harkness, le tueur au boomerang. Sur les lieux, ils rencontrent des agents de l'ARGUS à sa recherche. Caitlin Snow et Cisco Ramon arrivent à Starling City pour aider Felicity Smoak à enquêter sur le meurtrier de Sara Lance. Digger tente de tuer Lyla Michaels (en), Roy et Oliver, mais Barry arrive juste à temps et l'arrête. Plus tard, Lyla révèle que Digger faisait partie de l'escadron suicide. Quand Oliver utilise ses méthodes d'interrogatoire extrêmes sur un membre de la mafia russe afin de localiser Digger, Barry se demande à quel point Oliver est émotionnellement stable avec ses tragédies passées.
Digger arrive à localiser la base d'Oliver et réussit à blesser Lyla avant de s'échapper. Afin d'occuper l'équipe et de quitter librement la ville, il place cinq bombes dans Starling City. Pendant qu'Oliver s'occupe de Digger, Barry et le reste des justiciers, les deux équipes confondues, se chargent de désamorcer les bombes. Digger est incarcéré sur Lian Yu avec Slade Wilson. Avant le départ de Barry et de son équipe pour Central City, Cisco et Caitlin donnent à Oliver des améliorations pour son costume. Lui et Oliver ont appris leurs leçons et décident d'avoir un duel amical.

## Distribution

### Flash

#### Acteurs principaux
- Grant Gustin : Barry Allen / Flash[1]
- Candice Patton : Iris West[2]
- Danielle Panabaker : Caitlin Snow[1]
- Rick Cosnett : Eddie Thawne[2]
- Carlos Valdes : Cisco Ramon[1]
- Tom Cavanagh : Harrison Wells[2]
- Jesse L. Martin : Joe West[2]

#### Invités
- Stephen Amell : Oliver Queen / Arrow[1]
- David Ramsey : John Diggle[1]
- Emily Bett Rickards : Felicity Smoak[1]
- Paul Anthony : Ray Bivolo / Rainbow Raider[3]
- Anna Hopkins : Samantha Clayton[4]
- Patrick Sabongui : David Singh[2]
- Robbie Amell : Ronnie Raymond / Firestorm[5]

### Arrow

#### Acteurs principaux
- Stephen Amell : Oliver Queen / Arrow
- David Ramsey : John Diggle (Arrowverse)
- Emily Bett Rickards : Felicity Smoak
- Katie Cassidy : Laurel Lance[6]
- Willa Holland : Thea Queen[6]
- Colton Haynes : Roy Harper / Arsenal[6]
- Paul Blackthorne : Quentin Lance[6]

#### Invités
- Grant Gustin : Barry Allen / Flash
- Danielle Panabaker : Caitlin Snow
- Carlos Valdes : Cisco Ramon
- Audrey Marie Anderson : Lyla Micheals[6]
- Cynthia Addai-Robinson : Amanda Waller[6]
- Nick E. Tarabay : Digger Harkness / Capitaine Boomerang[7]
- Remarque : bien qu'il soit crédité, John Barrowman n'apparaît pas dans l'épisode dArrow.

## Production

### Développement
La première mention d'un potentiel crossover dans l'Arrowverse date de la saison deux d'Arrow, lorsque Barry Allen a été présenté dans le huitième épisode avant les débuts de Flash. En juillet 2014, il a été annoncé que les huitièmes épisodes de la troisième saison d'Arrow et la première saison de Flash seraient un événement croisé de deux heures. Le crossover était initialement prévu comme les septièmes épisodes de chaque série, mais a été repoussé en raison de la grande quantité de travail nécessaire pour l'accomplir. En particulier, la coordination du calendrier consistant à essayer de « bloquer un autre épisode dans le calendrier de 23 épisodes pour chacune des émissions ». Marc Guggenheim, créateur et producteur exécutif d'Arrow, a expliqué qu'il n'y avait pas de moyen « financièrement responsable » d'exécuter le crossover, avec des budgets explosés, de longues heures et les acteurs devant filmer des scènes des deux séries le même jour.
Andrew Kreisberg, créateur et producteur exécutif des deux séries, a déclaré : « Ça va vraiment être une aventure avec Arrow et Flash sur les deux épisodes. Regarder les deux équipes se réunir et se battre côte à côte, c'est l'une des parties les plus amusantes, ... nous ne croyons tout simplement pas à l'attente. Nous croyons vraiment à la narration accélérée. » Kreisberg a expliqué que puisqu'ils sont eux-mêmes tous fans de bandes dessinées, ils ont débattu pour définir quel super-héros gagnerait dans un combat. « Donc, l'idée que [Flash et Arrow] se combattraient dans l'un de ces épisodes était l'une de nos premières idées. » Greg Berlanti, créateur et producteur exécutif des deux séries, a expliqué que « les croisements font partie de l'ADN [des personnages], ... et si nous attendions ..., nous priverions le public de quelque chose que nous voulions tous voir ». 
En octobre 2014, Kreisberg a décrit les épisodes comme très importants pour les personnages de Barry Allen et Oliver Queen pour ce qu'ils traversent, tout en promettant « l'une des plus grandes surprises de tous les temps pour Arrow  dans l'épisode de Flash ». Guggenheim a ajouté : « C'est comme la bombe sous la table, et je pense qu'une partie du plaisir est d'attendre de voir quand Oliver va apprendre ce que le public a compris dans Flash ». Dans l'épisode, Oliver rencontre une ex-petite amie, vue pour la dernière fois enceinte de son enfant dans la saison deux d'Arrow et la mère d'Oliver, Moira, lui avait fortement suggéré de lui dire qu'elle avait perdu le bébé et de disparaître. Il est révélé aux téléspectateurs qu'elle a un enfant et qu'il est présument celui d'Oliver. Après la diffusion de l'épisode, Guggenheim a confirmé qu'il s'agissait bien de l'enfant d'Oliver.
Il a été annoncé plus tard qu'un autre secret serait révélé dans les derniers instants de l'épisode de Flash, élément qui aidera à « introduire la prochaine phase de Flash en grand ». En effet, à la fin de l'épisode, Robbie Amell, qui joue Ronnie Raymond - l'ancien fiancé de Caitlin, présumé mort dans l'explosion de l'accélérateur de particules - apparaît en feu, sous la forme de Firestorm utilisant ses pouvoirs. En 2019, en repensant au crossover, Guggenheim a rappelé que cela semblait « si difficile à l'époque » mais par rapport aux crossovers ultérieurs, « c'était d'une facilité embarrassante... mais les deux scénarios de chaque épisode étaient relativement séparés l'un de l'autre. Donc, ce n'était pas si ambitieux sur le plan narratif. »

### Rédaction
Les scripts du crossover Flash vs. Arrow ont été écrits à la mi-septembre 2014, Berlanti et Kreisberg créant l'histoire des deux épisodes,. Berlanti s'est inspiré des séries télévisées de science-fiction The Six Million Dollar Man et The Bionic Woman pour l'histoire, tandis que Kreisberg s'est inspiré du dernier épisode de la quatrième saison de Doctor Who, intitulé "La Fin du voyage" : un crossover mettant en scène les personnages des séries dérivées Torchwood et The Sarah Jane Adventures.
Le script de Flash été écrit par Ben Sokolowski et Brooke Eikmeier, et celui d'Arrow a été écrit par les producteurs exécutifs Guggenheim et Grainne Godfree. 

Fin septembre 2014, Guggenheim a révélé que l'épisode d'Arrow s'intitulerait "Le Courage et l'Audace" ("The Brave and the Bold" en version originale), un titre partagé par de nombreuses série de bandes dessinées publiées par DC Comics qui présentent des équipes de super-héros, dont Flash et Green Arrow. Guggenheim a dit :
Je ne me suis jamais autant amusé à écrire un script auparavant[. ] . . . C'était tellement génial de travailler dessus. . . Je n'arrête pas de dire à tout le monde que nous devrions essayer pour Avengers. Ce sont ces deux héros avec une grande valeur de production. . . . Il y a la possibilité de faire des blagues à l'intérieur et de voir tous les personnages ensemble. Que se passe-t-il lorsque Cisco pose les yeux sur Thea ? Il y a des moments comme ça, que vous ne pouvez tout simplement pas faire dans un épisode normal. . . . C'est tellement amusant. 
En octobre 2014, le titre de l'épisode de Flash a été annoncé comme étant "Flash vs. Arrow".  Kreisberg a révélé que les salles des scénaristes des deux séries avaient fusionnées pour travailler sur les scripts des deux épisodes. Les deux épisodes ont été écrits comme autonomes, Kriesberg explique : « [N]ous étions très conscients que tous ceux qui regardaient Flash ne regardaient pas Arrow et vice versa, nous voulions donc nous assurer qu'ils étaient tous les deux des épisodes autonomes ».

### Tournage
Le tournage des deux épisodes a eu lieu du 24 septembre 2014 au 8 octobre 2014,. L'épisode de Flash été réalisé par Glen Winter, et celui d'Arrow par Jesse Warn.
La scène du combat entre Flash et Arrow, dans l'épisode Flash, a nécessité trois nuits de tournage. Parce que c'était la première fois que le personnage de Stephen Amell combattait contre quelqu'un avec des super pouvoirs, l'acteur a dû changer la façon dont il exécutait ses cascades pour s'adapter aux effets spéciaux. En comparant le tournage des deux séries, Grant Gustin a décrit le tournage de Flash comme « vraiment fastidieux », travaillant avec « beaucoup de plans de plaque qui sont des plans vides de la zone dans laquelle nous allons être » et ajoutés plus tard en post-production. À l'inverse, dans Arrow, « ils le filment sous des angles parfaits et ce que vous voyez correspond à ce que vous obtenez ». Grant Gustin a également rappelé que, parfois, cela devenait déroutant sur le plateau car ils tournaient les deux épisodes en même temps.

## Musique
Le 18 décembre 2014, WaterTower Music a publié une sélection de musique issue des épisodes croisés Flash / Arrow, ainsi que deux titres bonus venant des épisodes clôturant la mi-saison des deux séries. Interrogé sur le défi de fusionner les thèmes musicaux des deux séries en une partition cohérente, le compositeur Blake Neely a affirmé que « ce n'était pas difficile parce que j'ai initialement conçu les deux séries pour avoir des styles et des sons qui pourraient fusionner et vivre ensemble si nécessaire, mais j'espère autonomes comme deux mondes musicaux distincts. »
Les deux titres bonus ont été ajoutés à l'album car « ils se sont avérés très populaires auprès des fans de l'événement spécial ». Neely a déclaré : « Alors que nous arrivions à la fin et que [l'album] était sur le point de sortir, j'ai reçu tous ces tweets sur ces deux morceaux que les gens adoraient, [et] j'ai juste eu cette idée, jetons-les en bonus . . . Les fans l'ont demandé et ils l'ont eu. »
Toutes les musiques ont été composées par Blake Neely.
| The Flash vs. Arrow (Music Selections from the Epic 2-Night Event) | The Flash vs. Arrow (Music Selections from the Epic 2-Night Event) | The Flash vs. Arrow (Music Selections from the Epic 2-Night Event) | The Flash vs. Arrow (Music Selections from the Epic 2-Night Event) | The Flash vs. Arrow (Music Selections from the Epic 2-Night Event) | The Flash vs. Arrow (Music Selections from the Epic 2-Night Event) | The Flash vs. Arrow (Music Selections from the Epic 2-Night Event) | The Flash vs. Arrow (Music Selections from the Epic 2-Night Event) | The Flash vs. Arrow (Music Selections from the Epic 2-Night Event) | The Flash vs. Arrow (Music Selections from the Epic 2-Night Event) |
| No                                                                 | Titre                                                              | Durée                                                              |                                                                    |                                                                    |                                                                    |                                                                    |                                                                    |                                                                    |                                                                    |
| ------------------------------------------------------------------ | ------------------------------------------------------------------ | ------------------------------------------------------------------ | ------------------------------------------------------------------ | ------------------------------------------------------------------ | ------------------------------------------------------------------ | ------------------------------------------------------------------ | ------------------------------------------------------------------ | ------------------------------------------------------------------ | ------------------------------------------------------------------ |
| 1.                                                                 | Rainbow Raider Strikes                                             | 2:24                                                               |                                                                    |                                                                    |                                                                    |                                                                    |                                                                    |                                                                    |                                                                    |
| 2.                                                                 | Don't Get Involved                                                 | 0:41                                                               |                                                                    |                                                                    |                                                                    |                                                                    |                                                                    |                                                                    |                                                                    |
| 3.                                                                 | Team Arrow in Central City                                         | 2:30                                                               |                                                                    |                                                                    |                                                                    |                                                                    |                                                                    |                                                                    |                                                                    |
| 4.                                                                 | Training Barry                                                     | 1:55                                                               |                                                                    |                                                                    |                                                                    |                                                                    |                                                                    |                                                                    |                                                                    |
| 5.                                                                 | What's Up, Doc                                                     | 2:21                                                               |                                                                    |                                                                    |                                                                    |                                                                    |                                                                    |                                                                    |                                                                    |
| 6.                                                                 | Barry Gets Whammied                                                | 3:05                                                               |                                                                    |                                                                    |                                                                    |                                                                    |                                                                    |                                                                    |                                                                    |
| 7.                                                                 | The Flash vs. Arrow                                                | 5:06                                                               |                                                                    |                                                                    |                                                                    |                                                                    |                                                                    |                                                                    |                                                                    |
| 8.                                                                 | S.T.A.R. Labs Thanks Oliver                                        | 1:51                                                               |                                                                    |                                                                    |                                                                    |                                                                    |                                                                    |                                                                    |                                                                    |
| 9.                                                                 | Firestorm Appears                                                  | 0:52                                                               |                                                                    |                                                                    |                                                                    |                                                                    |                                                                    |                                                                    |                                                                    |
| 10.                                                                | Looking for Boomerang                                              | 2:36                                                               |                                                                    |                                                                    |                                                                    |                                                                    |                                                                    |                                                                    |                                                                    |
| 11.                                                                | Like a Kid in a Candy Store                                        | 1:26                                                               |                                                                    |                                                                    |                                                                    |                                                                    |                                                                    |                                                                    |                                                                    |
| 12.                                                                | Boomerang in A.R.G.U.S.                                            | 4:00                                                               |                                                                    |                                                                    |                                                                    |                                                                    |                                                                    |                                                                    |                                                                    |
| 13.                                                                | Teaming Up                                                         | 1:50                                                               |                                                                    |                                                                    |                                                                    |                                                                    |                                                                    |                                                                    |                                                                    |
| 14.                                                                | Torture Tactics                                                    | 2:16                                                               |                                                                    |                                                                    |                                                                    |                                                                    |                                                                    |                                                                    |                                                                    |
| 15.                                                                | Hope for Saving People Like Us                                     | 1:44                                                               |                                                                    |                                                                    |                                                                    |                                                                    |                                                                    |                                                                    |                                                                    |
| 16.                                                                | Light Inside You                                                   | 2:28                                                               |                                                                    |                                                                    |                                                                    |                                                                    |                                                                    |                                                                    |                                                                    |
| 17.                                                                | Disarming the Bombs                                                | 3:54                                                               |                                                                    |                                                                    |                                                                    |                                                                    |                                                                    |                                                                    |                                                                    |
| 18.                                                                | Gift Exchange                                                      | 1:30                                                               |                                                                    |                                                                    |                                                                    |                                                                    |                                                                    |                                                                    |                                                                    |
| 19.                                                                | The Brave and the Bold                                             | 1:44                                                               |                                                                    |                                                                    |                                                                    |                                                                    |                                                                    |                                                                    |                                                                    |
| 20.                                                                | The Man in the Yellow Suit (Bonus Track)                           | 2:15                                                               |                                                                    |                                                                    |                                                                    |                                                                    |                                                                    |                                                                    |                                                                    |
| 21.                                                                | The Climb (Bonus Track)                                            | 3:29                                                               |                                                                    |                                                                    |                                                                    |                                                                    |                                                                    |                                                                    |                                                                    |
| 49:57                                                              |                                                                    |                                                                    |                                                                    |                                                                    |                                                                    |                                                                    |                                                                    |                                                                    |                                                                    |

## Diffusions

### Diffuser
Le crossover a été diffusés lors d'une projection exclusive pour les fans au Crest Theatre de Westwood, à Los Angeles, le 22 novembre 2014. Ensuite, Stephen Amell, Grant Gustin, David Ramsey, Emily Bett Rickards, Danielle Panabaker et Carlos Valdes, rejoints par les producteurs exécutifs Berlanti, Kreisberg et Guggenheim, ont participé à un panel de questions-réponses.
La première partie du crossover, Flash, a été diffusée le 2 décembre 2014, suivie de la deuxième partie sur Arrow le 3 décembre, toutes deux sur The CW.  Le crossover a été diffusé simultanément au Canada sur CTV.
Il a été diffusé pour la première fois en France le 23 juillet 2015 (Flash) et le 30 septembre 2015 (Arrow). 

### DVD et VOD
Les épisodes, ainsi que le reste de la première saison de Flash et de la troisième saison d'Arrow, sont sortis séparément sur Blu-ray et DVD le 22 septembre 2015. Les bonus incluent des coulisses, des commentaires audio, des scènes non diffusées et un bêtisier,. Les épisodes sont disponibles en streaming sur Netflix depuis les 6 et 7 octobre 2015, respectivement,.

## Réception